# Флаг Фиджи
Государственный флаг Фи́джи (англ. Flag of Fiji, фидж. Kuila mai Viti, хинди फीजी का ध्वज) — принят 10 октября 1970 года. Дизайн разработан Роби Уилкоком (англ. Mr. Robi Wilcock) и Мюррей МакКензи (англ. Mrs. Murray MacKenzie).
Вместе с изменением наименования страны менялось и название флага, сам рисунок оставался неизменным:
- Флаг Фиджи — с 10 декабря 1970 года;
- Флаг Республики Фиджи — с 7 октября 1987 года;
- Флаг Суверенной Демократической Республики Фиджи — с 25 июля 1990 года;
- Флаг Республики Островов Фиджи — с 27 июля 1998 года.

## Описание и символика
Флаг Фиджи представляет собой прямоугольное полотнище голубого цвета, в верхнем левом углу которого находится изображение флага Великобритании, а в правой части — гербового щита, являющегося элементом герба Фиджи. Основу гербового щита составляет Крест святого Георгия, над которым расположено изображение геральдического льва, который держит своими лапами плод какао. В левой верхней секции щита — изображение сахарного тростника, в правой верхней части — кокосовая пальма, в левой нижней — белый голубь, в правой нижней — связка бананов.
- Флаг Великобритании символизирует историческую связь страны со своей бывшей метрополией.
- Сахарный тростник, бананы, кокосовые пальмы составляют основу экономики Фиджи.
- Голубь символизирует мир.
- Голубой цвет флага символизирует Тихий океан[2].

## Другие флаги
В колониальные годы, в 1924 году, на Фиджи был принят флаг, схожий с современным. Отличие состояло в том, что цвет полотнища был синий, а не голубой, а вместо гербового щита в левой части был изображён полный герб Фиджи.

Флаг Фиджи (1865—1867)
Флаг Фиджи (1867—1869)
Флаг Фиджи (1869—1871)
Флаг Королевства Фиджи (1871—1874)
Флаг Королевства Фиджи (1874—1877)
Флаг Королевства Фиджи (1877—1883)
Флаг Королевства Фиджи (1883—1903)
Флаг Королевства Фиджи (1903—1908)
Флаг Королевства Фиджи (1908—1924)
Флаг Королевства Фиджи 8 мая 1924 — 10 октября 1970
Торговый флаг
Государственный морской флаг
Военно-морской флаг
Флаг гражданской авиации

## Дискуссии по изменению флага

Один из предложенных вариантов нового флага Республики Фиджи

В своем новогоднем обращении в начале 2013 года премьер-министр страны Фрэнк Мбаинимарама объявил, что флаг страны будет скоро изменен, чтобы отразить национальную самобытность и идентичность фиджийской нации. Планировалось, что новый флаг Фиджи поднимут 10 октября 2015 года, в день 45-летия независимости Фиджи от Великобритании.
На конкурс представлено более 2000 проектов, из которых было отобрано 23 варианта. Выбор должны были сделать к 30 июня 2015 года, но Мбаинимарама объявил, что срок продлен до 31 декабря. Затем срок отложили до конца февраля 2016 года, так как работа над новым флагом продолжалась. Правительство рассчитывало утвердить новый флаг на День Конституции (новый государственный праздник Фиджи), 7 сентября 2016 года. Однако 17 августа премьер-министр объявил, что национальный флаг в обозримом будущем менять не будут, так как население Фиджи этого не хочет. Это решение приветствовали оппозиционные партии.

### Проекты флага (2015)

Проект 35
Проект 36
Проект 37
Проект 38
Проект 39
Проект 40
Проект 41
Проект 42
Проект 43
Проект 44
Проект 45
Проект 46
Проект 47
Проект 48
Проект 49
Проект 50
Проект 51
Проект 52
Проект 53
Проект 54
Проект 55
Проект 56
Проект 57